# Sphenomorphus zimmeri
Sphenomorphus zimmeri — вид сцинкоподібних ящірок родини сцинкових (Scincidae). Ендемік Індонезії. Вид названий на честь німецького зоолога Карла Вільгельма Еріха Циммера.

## Поширення і екологія
Sphenomorphus zimmeri є ендеміками острова Сулавесі. Вони живуть у вологих тропічних лісах.